# Simone de Beauvoir-priset
Simone de Beauvoir-priset (franska: Prix Simone de Beauvoir pour la liberté des femmes) är ett internationellt pris till stöd för kvinnors frihet och delas ut sedan 2008 till personer eller grupper som kämpar för jämställdhet och motsätter sig kränkningar av mänskliga rättigheter. Det är uppkallat efter den franska författaren och filosofen Simone de Beauvoir, känd för sitt kvinnorättsavtal 1949, Det andra könet.
Priset grundades av Julia Kristeva den 9 januari 2008, 100-årsjubileet för de Beauvoirs födelse. Sylvie Le Bon de Beauvoir och Pierre Bras är ledande i Simone de Beauvoirs priskommitté.
Prisets ändamål enligt arrangörerna:
Priset delas ut varje år till en förtjänt mottagare vars mod och tankar är förebild för alla, i andan av Simone de Beauvoir som skrev: "Det ultimata målet, till vilket människor bör sträva, är frihet, det enda dugliga [saken], att grunda varje mål på."

## Mottagare
- 2008 - Taslima Nasreen, Bangladesh författare och Ayaan Hirsi Ali, holländsk feminist, författare och politiker.[4][5]
- 2009 - En miljon underskrifter, en kampanj av kvinnors rättighetsrörelse i Iran som kräver förändringar av diskriminerande lagar i Iran.[6]
- 2010 - Ai Xiaoming, kinesisk videograf och professor vid Sun Yat-sen-universitetet, och Jianmei Guo, kinesisk advokat och grundare av Women's Law Studies and Legal Aid Center vid Pekinguniversitetets juristskola.[7]
- 2011 - Ljudmila Ulitskaja, rysk romanförfattare och medborgaraktivist
- 2012 - Association tunisienne des femmes démocrates[8]
- 2013 - Malala Yousafzai, pakistansk student, bloggare och aktivist.[9]
- 2014 - Michelle Perrot, fransk historiker[10]
- 2015 - National Museum of Women in the Arts[11]
- 2016 - Borgmästare i Lampedusa Guisi Nicolini för hennes engagemang i integrationen av invandrare på ön.
- 2017 - Polsk förening 'Rädda kvinnor'. Barbara Nowacka mottog priset.[12]
- 2018 - Aslı Erdoğan, turkisk författare[13]